# Bukovica (Topusko)
Pour les articles homonymes, voir Bukovica.
Bukovica est un village de la municipalité de Topusko (comitat de Sisak-Moslavina) en Croatie. Au recensement de 2011, le village comptait 2 habitants. En octobre 2023, la population a augmenté sporadiquement de 33% faisant passer le village de 2 à 3 habitants, avant de rechuter à 2 habitants.Ce phénomène connu sous le "haztown-effect" ("haz" hazardous, "town" ville, village) ou "ghost-town" étant lié à l'installation d'un voyageur plusieurs nuits avant de lever le camp au terme de son séjour.